# 스티페 미오치치
스티페 미오치치(크로아티아어: Stipe Miočić, 영어: Stipe Miocic, 1982년 8월 19일~)는 크로아티아와 미국의 종합격투기 선수이다. 크로아티아 출신 이민자의 아들로 2016년 5월 14일에 열린 UFC 198 대회에서 파브리시우 베우둠을 1R KO 승으로 꺾고 새로운 헤비급 챔피언이 되었다. 2016년 9월 16일에 열린 UFC 203에서는 도전자 알리스타 오브레임에게 역시 또 1R KO 승을 거두며 타이틀 1차 방어에 성공하였다.

## 전적
| 결과 | 전적 | 상대               | 방식                      | 대회                              | 날짜             | 라운드, 시간 | 장소               |
| ---- | ---- | ------------------ | ------------------------- | --------------------------------- | ---------------- | ------------ | ------------------ |
| 패   | 20–5 | 존 존스            | TKO (스피닝 백 킥 & 펀치) | UFC 309                           | 2024년 11월 16일 | 3R, 4:29     | 미국, 뉴욕         |
| 패   | 20–4 | 프랜시스 응가누    | KO (펀치)                 | UFC 260                           | 2021년 3월 27일  | 2R, 0:52     | 미국, 라스베이거스 |
| 승   | 20–3 | 다니엘 코미어      | 판정 (만장일치)           | UFC 252                           | 2020년 8월 15일  | 5R, 5:00     | 미국, 라스베이거스 |
| 승   | 19–3 | 다니엘 코미어      | TKO (펀치)                | UFC 241                           | 2019년 8월 17일  | 4R, 4:09     | 미국, 애너하임     |
| 패   | 18–3 | 다니엘 코미어      | KO (펀치)                 | UFC 226                           | 2018년 7월 7일   | 1R, 4:33     | 미국, 라스베이거스 |
| 승   | 18–2 | 프랜시스 응가누    | 판정 (만장일치)           | UFC 220                           | 2018년 1월 20일  | 5R, 5:00     | 미국, 보스턴       |
| 승   | 17–2 | 주니어 도스 산토스 | TKO (펀치)                | UFC 211                           | 2017년 5월 13일  | 1R, 2:22     | 미국, 댈러스       |
| 승   | 16–2 | 알리스타 오브레임  | KO (펀치)                 | UFC 203                           | 2016년 9월 10일  | 1R, 4:27     | 미국, 클리블랜드   |
| 승   | 15–2 | 파브리시오 베르둠  | KO (펀치)                 | UFC 198                           | 2016년 5월 14일  | 1R, 2:47     | 브라질, 쿠리치바   |
| 승   | 14–2 | 안드레이 알롭스키  | TKO (펀치)                | UFC 195                           | 2016년 1월 2일   | 1R, 0:54     | 미국, 라스베이거스 |
| 승   | 13–2 | 마크 헌트          | TKO (펀치)                | UFC Fight Night: Miocic vs. Hunt  | 2015년 5월 10일  | 5R, 2:47     | 호주, 애들레이드   |
| 패   | 12–2 | 주니어 도스 산토스 | 판정 (만장일치)           | UFC on Fox: dos Santos vs. Miocic | 2014년 12월 13일 | 5R, 5:00     | 미국, 피닉스       |
| 승   | 12–1 | 파비오 말도나도    | TKO (펀치)                | TUF Brazil 3 Finale               | 2014년 5월 31일  | 1R, 0:35     | 브라질, 상파울루   |
| 승   | 11–1 | 가브리엘 곤자가    | 판정 (만장일치)           | UFC on Fox 10                     | 2014년 1월 25일  | 3R, 5:00     | 미국, 시카고       |
| 승   | 10–1 | 로이 넬슨          | 판정 (만장일치)           | UFC 161                           | 2013년 6월 15일  | 3R, 5:00     | 캐나다, 위니펙     |
| 패   | 9–1  | 스테판 스트루브    | TKO (펀치)                | UFC on Fuel TV 5                  | 2012년 9월 29일  | 2R, 3:50     | 영국, 노팅엄       |
| 승   | 9–0  | 셰인 델 로사리오   | TKO (엘보)                | UFC 146                           | 2012년 5월 26일  | 2R, 3:14     | 미국, 라스베이거스 |
| 승   | 8–0  | 필립 드 프리스     | KO (펀치)                 | UFC on Fuel TV 1                  | 2012년 2월 15일  | 1R, 0:43     | 미국, 오마하       |
| 승   | 7–0  | 조이 벨트란        | 판정 (만장일치)           | UFC 136                           | 2011년 10월 8일  | 3R, 5:00     | 미국, 휴스턴       |
| 승   | 6–0  | 바비 브렌츠        | TKO (레그킥)              | NAAFS: Fight Night in the Flats 7 | 2010년 6월 4일   | 2R, 4:27     | 미국, 클리블랜드   |
| 승   | 5–0  | 윌리엄 펜          | KO (펀치)                 | NAAFS: Caged Vengeance 9          | 2010년 3월 6일   | 1R, 2:23     | 미국, 클리블랜드   |
| 승   | 4–0  | 그레고리 메이너드  | TKO (펀치)                | NAAFS: Night of Champions 2010    | 2010년 1월 23일  | 2R, 1:43     | 미국, 클리블랜드   |
| 승   | 3–0  | 제레미 홈          | KO (펀치)                 | NAAFS: Rock N Rumble 4            | 2009년 11월 25일 | 1R, 1:36     | 미국, 클리블랜드   |
| 승   | 2–0  | 폴 배리            | TKO (펀치)                | NAAFS: Fight Night in the Flats 6 | 2009년 6월 6일   | 2R, 1:32     | 미국, 클리블랜드   |
| 승   | 1–0  | 마커스 살지아스    | KO (펀치)                 | NAAFS: November Pain 2            | 2009년 2월 20일  | 1R, 0:17     | 미국, 오하이오     |